# Quo Vadis (sastav)
Quo Vadis je kanadski tehnički melodični death metal sastav. Do sada su objavili tri studijska albuma, jednu kompilaciju te jedan koncertni album.

## Povijest sastava
Sastav su 1993. godine osnovali gitarist Bart Frydrychowicz, pjevač Arie Itman te bubnjar Yanic Bercier i nazvali su ga prema romanu Henryka Sienkiewicza Quo Vadis. U početku su svirale obrade pjesama Metallice i Megadetha, međutim ubrzo počinju pisati vlastite pjesme, te prvi demo objavljuju 1995. godine. Nakon toga, u suradnji s producentom Pierrom Rémillardom koji je radio s Cryptopsyjem, objavljuju svoj prvi studijski album Forever.... Album su zbog njegove uspješnosti počele distrbuirati njemačka diskografska kuća Earth AD Records, te poljska Immortal Records. Godine 2000. objavljuju svoj drugi album Day into Night s kojeg su snimili spot za pjesmu "Dysgenics". Za razliku od prethodnog albuma, na novom nije bilo ženskih vokala i violina, te je manje melodičan, a više tehnički složen i progresivan. Godine 2002., pjevač i jedan od osnivača Arie Itman napušta sastav, a zamjenjuje ga Stéphane Paré. Iako je snimljen mnogo ranije, svoj treći album Defiant Imagination objavljuju 2004. godine. Nakon toga, objavljuju DVD Defiant Indoctrination 2005., te koncertni album Live in Montreal 2007. godine. Godinu dana kasnije Paré i Yanic Bercier napuštaju sastav, a čitav je sastav, zbog ozljede Barta Frydrychowicza, bio privremeno neaktivan. Članovi nove postave postaju bubnjar Patrice Hamelin iz Martyra, gitarist Marc-André Gingras, basistica i klavijaturistica Roxanne Constantin i pjevač Trevor Birnie, kojega je početkom 2010. zamijenio Matthew Sweeney. Bart Frydrychowicz je za 2011. najavljivao izlazak novog albuma,međutim singl "Obitus" iz 2010. godine još je uvijek posljednje izdanje ovog sastava.

## Članovi sastava
Trenutačna postava
- Bart Frydrychowicz - gitara (1993.-)
- Roxanne Constantin - bas-gitara, klavijature (2008.-)
- Patrice Hamelin - bubnjevi (2008.-)
- Marc-André Gingras - gitara (2008.-)
- Matthew Sweeney - vokal (2010.-)

Bivši članovi
- Rémy Beauchamp - bas-gitara, vokal
- Daniel Mongrain - gitara
- Trevor Birnie - vokal
- Yanic Bercier -bubnjevi (1993. – 2008.)
- Arie Itman - gitara, vokal, violina (1993. – 2002.)
- Stéphane Paré - vokal (2003. – 2008.)

## Diskografija
Studijski albumi
- Forever... (1996.)
- Day into Night (2000.)
- Defiant Imagination (2004.)

Kompilacija
- Passage in Time (2001.)

DVD
- Defiant Indoctrination (2005.)

Koncertni album
- Live in Montreal (2007.)

## Vanjske poveznice
- Službena stranica